# Sipsey (Alabama)
Sipsey es un pueblo ubicado en el condado de Walker en el estado estadounidense de Alabama. En el censo de 2000, su población era de 552.

## Demografía
En el 2000 la renta per cápita promedia del hogar era de $ 23.000$, y el ingreso promedio para una familia era de 26.500$. El ingreso per cápita para la localidad era de 8.644$. Los hombres tenían un ingreso per cápita de 25.625$ contra 20.750$ para las mujeres.

## Geografía
Sipsey está situado en 33°49′23″N 87°5′10″O / 33.82306, -87.08611 (33.823108, -87.086127)
Según la Oficina del Censo de los EE. UU., la ciudad tiene un área total de 0.49 millas cuadradas (1.27 km²).